# スムライト空軍基地
スムライト空軍基地（英: RAFO Thumrait）は、オマーン・ドファール特別行政区スムライト近郊に位置するオマーン空軍の基地である。

## 概要
スムライト空軍基地は元々、貯油施設の跡地に建設された。基地設置当初、ハンターFGA.9飛行隊が配備され、対地攻撃任務と迎撃任務に従事した。1977年にはジャギュア攻撃機12機が配備され、対地攻撃能力が向上した。
スムライト空軍基地はアメリカ合衆国、イギリス及び多国籍軍によって1990年の砂漠の盾作戦、1991年の砂漠の嵐作戦、2001年からのアフガニスタンにおける対テロ戦争の作戦支援に使用され、現在は作戦区域により近いマスカット国際空港を拠点としている。
アメリカ空軍はダインコープと戦時備蓄資材（WRM）の技術業務提供に関する契約を締結しており、医療、軍需品、給油支援車両、車両、糧食、航空宇宙用地上設備、基地運用設備等の業務が提供されている。スムライト空軍基地にはその他消耗品が保管されており、ダインコープの契約業務内容にはその保守が含まれている。

## 基地の施設
スムライト空軍基地は標高479m（1,570ft）に位置し、17/35方向に4,000mの滑走路を1本備えている。

## 配置部隊
- 第18飛行隊（F-16C/D）
- 第20飛行隊（F-16C/D）

## スムライト空軍基地を拠点とした演習
1996年4月17日、アメリカ空軍第16特殊作戦航空団及び第823"レッドホース"中隊との間で"イースタン・キャッスル"演習を実施した。同演習中、アメリカ空軍は滑走路とエプロンの拡張と格納庫への照明設置を行った。
2001年9月から11月にかけては、イギリス軍との間で"サイーフ・サリーア2"演習を実施。同演習は、4年ごとに開催される主要な演習の一つであり、イギリス軍の統合緊急対応部隊構想に基づき、中規模統合任務部隊の展開、維持、演習、撤収の実証を目的とし、オマーン軍とイギリス陸軍、イギリス海軍、イギリス空軍が参加した。
2009年にはインド空軍のジャギュア2個飛行隊とオマーン空軍のF-16飛行隊による演習が行われ、2011年にはインド空軍とオマーン空軍の合同演習"イースタン・ブリッジ2"がインドのグジャラート州ジャームナガル空軍基地で開催された。